# Valentina Kröll
Valentina Kröll (* 6. Dezember 2002 in Schwaz) ist eine österreichische Fußballspielerin.

## Karriere

### Vereine
Kröll bestritt in der Saison 2018/19 ihre ersten elf Punktspiele für die Frauenfußballabteilung des Bundesligisten FC Wacker Innsbruck und damit auch im Seniorinnenbereich. Von 2019 bis 2023 bestritt sie 48 Punktspiele sie für den Ligakonkurrenten SK Sturm Graz, für den sie fünf Tore erzielte.
Gemeinsam mit ihrer Mitspielerin Lilli Purtscheller wurde sie vom deutschen Bundesligisten SGS Essen zur Saison 2023/24 verpflichtet. Der Vertrag wurde vorzeitig zum 1. Januar 2025 aufgelöst.
Seit dem 7. Januar 2025 spielt sie beim FC Basel.

### Nationalmannschaft
Sie spielte zuletzt im Jahr 2019 für die U19-Nationalmannschaft.